# Férfi kézilabdatorna a 2020. évi nyári olimpiai játékokon
A 2020. évi nyári olimpiai játékokon a férfi kézilabdatornát július 24. és augusztus 7. között rendezték. A tornán 12 csapat vett részt. Minden meccset Tokióban, a Jojogi Nemzeti Sportcsarnokban játszottak. Franciaország 3. olimpiai bajnoki címét szerezte meg, miután a döntőben 25-23-ra legyőzte a címvédő Dániát.

## Résztvevők
| Esemény                                                      | Dátum                | Helyszín                       | Kvóta | Kvalifikált csapatok                   |
| ------------------------------------------------------------ | -------------------- | ------------------------------ | ----- | -------------------------------------- |
| Rendező                                                      | -                    | -                              | 1     | Japán (JPN)                            |
| 2019-es világbajnokság                                       | 2019. január 27.     | Dánia, Németország             | 1     | Dánia (DEN)                            |
| 2020-as Afrika-bajnokság                                     | 2020. január 26.     | Tunézia                        | 1     | Egyiptom (EGY)                         |
| 2019-es ázsiai olimpiai selejtező                            | 2019. október 27.    | Katar                          | 1     | Bahrein (BRN)                          |
| 2019-es Pánamerika-bajnokság                                 | 2019. augusztus 5.   | Peru                           | 1     | Argentína (ARG)                        |
| 2020-as Európa-bajnokság                                     | 2020. január 26.     | Ausztria, Norvégia, Svédország | 1     | Spanyolország (ESP)                    |
| 2020-as férfi kézilabda olimpiai selejtezőtorna (1. csoport) | 2021. március 12-14. | Montenegró                     | 2     | Norvégia (NOR) · Brazília (BRA)        |
| 2020-as férfi kézilabda olimpiai selejtezőtorna (2. csoport) | 2021. március 12-14. | Franciaország                  | 2     | Franciaország (FRA) · Portugália (POR) |
| 2020-as férfi kézilabda olimpiai selejtezőtorna (3. forduló) | 2021. március 12-14. | Németország                    | 2     | Svédország (SWE) · Németország (GER)   |
| Összesen                                                     |                      |                                | 12    |                                        |

## Csoportkör
A mérkőzések kezdési időpontjai helyi idő szerint (UTC+9), zárójelben magyar idő szerint olvashatóak (UTC+2).

### A csoport
| Hely. | Csapat              | M | Gy | D | V | G+  | G–  | Gk  | P | Továbbjutás |
| ----- | ------------------- | - | -- | - | - | --- | --- | --- | - | ----------- |
| 1.    | Franciaország (FRA) | 5 | 4  | 0 | 1 | 162 | 148 | +14 | 8 | Negyeddöntő |
| 2.    | Spanyolország (ESP) | 5 | 4  | 0 | 1 | 155 | 142 | +13 | 8 | Negyeddöntő |
| 3.    | Németország (GER)   | 5 | 3  | 0 | 2 | 146 | 131 | +15 | 6 | Negyeddöntő |
| 4.    | Norvégia (NOR)      | 5 | 3  | 0 | 2 | 136 | 132 | +4  | 6 | Negyeddöntő |
| 5.    | Brazília (BRA)      | 5 | 1  | 0 | 4 | 128 | 145 | −17 | 2 |             |
| 6.    | Argentína (ARG)     | 5 | 0  | 0 | 5 | 125 | 154 | −29 | 0 |             |

| 2021. július 24. 9:00 (2:00) | Norvégia (NOR) | 27–24       | Brazília (BRA) | Jojogi Nemzeti Sportcsarnok, Tokió Nézőszám: 0 Játékvezetők: Horáček, Novotný (CZE) |
| 2021. július 24. 9:00 (2:00) | Sagosen 8      | (12–13)     | Langaro 5      | Jojogi Nemzeti Sportcsarnok, Tokió Nézőszám: 0 Játékvezetők: Horáček, Novotný (CZE) |
| 2021. július 24. 9:00 (2:00) |                | Jegyzőkönyv | 6× 1×          | Jojogi Nemzeti Sportcsarnok, Tokió Nézőszám: 0 Játékvezetők: Horáček, Novotný (CZE) |

| 2021. július 24. 11:00 (4:00) | Franciaország (FRA) | 33–27       | Argentína (ARG) | Jojogi Nemzeti Sportcsarnok, Tokió Nézőszám: 0 Játékvezetők: Belkhiri, Hamidi (ALG) |
| 2021. július 24. 11:00 (4:00) | Richardson 7        | (12–10)     | Simonet 8       | Jojogi Nemzeti Sportcsarnok, Tokió Nézőszám: 0 Játékvezetők: Belkhiri, Hamidi (ALG) |
| 2021. július 24. 11:00 (4:00) | 5× 1×               | Jegyzőkönyv | 4× 1×           | Jojogi Nemzeti Sportcsarnok, Tokió Nézőszám: 0 Játékvezetők: Belkhiri, Hamidi (ALG) |

| 2021. július 24. 16:15 (9:15) | Németország (GER) | 27–28       | Spanyolország (ESP) | Jojogi Nemzeti Sportcsarnok, Tokió Nézőszám: 0 Játékvezetők: Kurtagic, Wetterwik (SWE) |
| 2021. július 24. 16:15 (9:15) | Weinhold 5        | (13–12)     | Figueras, Gómez 5   | Jojogi Nemzeti Sportcsarnok, Tokió Nézőszám: 0 Játékvezetők: Kurtagic, Wetterwik (SWE) |
| 2021. július 24. 16:15 (9:15) | 5× 2×             | Jegyzőkönyv | 2× 2×               | Jojogi Nemzeti Sportcsarnok, Tokió Nézőszám: 0 Játékvezetők: Kurtagic, Wetterwik (SWE) |

| 2021. július 26. 9:00 (2:00) | Brazília (BRA) | 29–34       | Franciaország (FRA) | Jojogi Nemzeti Sportcsarnok, Tokió Játékvezetők: Kurtagic, Wetterwik (SWE) |
| 2021. július 26. 9:00 (2:00) | Dutra 10       | (13–16)     | három játékos 4     | Jojogi Nemzeti Sportcsarnok, Tokió Játékvezetők: Kurtagic, Wetterwik (SWE) |
| 2021. július 26. 9:00 (2:00) | 4× 1×          | Jegyzőkönyv | 2×                  | Jojogi Nemzeti Sportcsarnok, Tokió Játékvezetők: Kurtagic, Wetterwik (SWE) |

| 2021. július 26. 11:00 (4:00) | Argentína (ARG)        | 25–33       | Németország (GER)     | Jojogi Nemzeti Sportcsarnok, Tokió Játékvezetők: Horáček, Novotný (CZE) |
| 2021. július 26. 11:00 (4:00) | Martínez, D. Simonet 5 | (13–14)     | Kastening, Schiller 7 | Jojogi Nemzeti Sportcsarnok, Tokió Játékvezetők: Horáček, Novotný (CZE) |
| 2021. július 26. 11:00 (4:00) | 4× 3×                  | Jegyzőkönyv | 3× 2× 1×              | Jojogi Nemzeti Sportcsarnok, Tokió Játékvezetők: Horáček, Novotný (CZE) |

| 2021. július 26. 16:15 (9:15) | Spanyolország (ESP) | 28–27       | Norvégia (NOR) | Jojogi Nemzeti Sportcsarnok, Tokió Játékvezetők: Nikolov, Nachevski (MKD) |
| 2021. július 26. 16:15 (9:15) | Figueras 10         | (13–14)     | Jøndal 9       | Jojogi Nemzeti Sportcsarnok, Tokió Játékvezetők: Nikolov, Nachevski (MKD) |
| 2021. július 26. 16:15 (9:15) | 5× 1×               | Jegyzőkönyv | 2× 2×          | Jojogi Nemzeti Sportcsarnok, Tokió Játékvezetők: Nikolov, Nachevski (MKD) |

| 2021. július 28. 16:15 (9:15) | Norvégia (NOR) | 27–23       | Argentína (ARG)          | Jojogi Nemzeti Sportcsarnok, Tokió Játékvezetők: Fonseca, Santos (POR) |
| 2021. július 28. 16:15 (9:15) | Sagosen 7      | (13–12)     | I. Pizarro, D. Simonet 5 | Jojogi Nemzeti Sportcsarnok, Tokió Játékvezetők: Fonseca, Santos (POR) |
| 2021. július 28. 16:15 (9:15) | 4× 2×          | Jegyzőkönyv | 7× 2×                    | Jojogi Nemzeti Sportcsarnok, Tokió Játékvezetők: Fonseca, Santos (POR) |

| 2021. július 28. 19:30 (12:30) | Brazília (BRA) | 25–32       | Spanyolország (ESP) | Jojogi Nemzeti Sportcsarnok, Tokió Játékvezetők: Hansen, Madsen (DEN) |
| 2021. július 28. 19:30 (12:30) | Silva 6        | (16–18)     | Solé 5              | Jojogi Nemzeti Sportcsarnok, Tokió Játékvezetők: Hansen, Madsen (DEN) |
| 2021. július 28. 19:30 (12:30) | 4×             | Jegyzőkönyv | 1× 1×               | Jojogi Nemzeti Sportcsarnok, Tokió Játékvezetők: Hansen, Madsen (DEN) |

| 2021. július 28. 21:30 (14:30) | Franciaország (FRA) | 30–29       | Németország (GER) | Jojogi Nemzeti Sportcsarnok, Tokió Játékvezetők: Nikolov, Nachevski (MKD) |
| 2021. július 28. 21:30 (14:30) | Mem 6               | (16–13)     | Kastening 7       | Jojogi Nemzeti Sportcsarnok, Tokió Játékvezetők: Nikolov, Nachevski (MKD) |
| 2021. július 28. 21:30 (14:30) | 1×                  | Jegyzőkönyv | 1× 1×             | Jojogi Nemzeti Sportcsarnok, Tokió Játékvezetők: Nikolov, Nachevski (MKD) |

| 2021. július 30. 9:00 (2:00) | Argentína (ARG) | 23–25       | Brazília (BRA) | Jojogi Nemzeti Sportcsarnok, Tokió Játékvezetők: Lah, Sok (SLO) |
| 2021. július 30. 9:00 (2:00) | Martínez 6      | (7–14)      | Silva 7        | Jojogi Nemzeti Sportcsarnok, Tokió Játékvezetők: Lah, Sok (SLO) |
| 2021. július 30. 9:00 (2:00) | 4× 2× 1×        | Jegyzőkönyv | 5× 1×          | Jojogi Nemzeti Sportcsarnok, Tokió Játékvezetők: Lah, Sok (SLO) |

| 2021. július 30. 14:15 (7:15) | Franciaország (FRA) | 36–31       | Spanyolország (ESP) | Jojogi Nemzeti Sportcsarnok, Tokió Játékvezetők: Horáček, Novotný (CZE) |
| 2021. július 30. 14:15 (7:15) | Remili 9            | (18–12)     | Dujsebajev, Gómez 5 | Jojogi Nemzeti Sportcsarnok, Tokió Játékvezetők: Horáček, Novotný (CZE) |
| 2021. július 30. 14:15 (7:15) | 3× 2×               | Jegyzőkönyv | 2× 1×               | Jojogi Nemzeti Sportcsarnok, Tokió Játékvezetők: Horáček, Novotný (CZE) |

| 2021. július 30. 21:30 (14:30) | Németország (GER) | 28–23       | Norvégia (NOR) | Jojogi Nemzeti Sportcsarnok, Tokió Játékvezetők: Brunner, Salah (SUI) |
| 2021. július 30. 21:30 (14:30) | Gensheimer 6      | (14–11)     | Sagosen 7      | Jojogi Nemzeti Sportcsarnok, Tokió Játékvezetők: Brunner, Salah (SUI) |
| 2021. július 30. 21:30 (14:30) | 3× 1×             | Jegyzőkönyv | 5× 2×          | Jojogi Nemzeti Sportcsarnok, Tokió Játékvezetők: Brunner, Salah (SUI) |

| 2021. augusztus 1. 14:15 (7:15) | Spanyolország (ESP) | 36–27       | Argentína (ARG) | Jojogi Nemzeti Sportcsarnok, Tokió Játékvezetők: Kurtagic, Wetterwik (SWE) |
| 2021. augusztus 1. 14:15 (7:15) | Gómez 6             | (17–12)     | I. Pizarro 5    | Jojogi Nemzeti Sportcsarnok, Tokió Játékvezetők: Kurtagic, Wetterwik (SWE) |
| 2021. augusztus 1. 14:15 (7:15) | 3×                  | Jegyzőkönyv | 3×              | Jojogi Nemzeti Sportcsarnok, Tokió Játékvezetők: Kurtagic, Wetterwik (SWE) |

| 2021. augusztus 1. 16:15 (9:15) | Norvégia (NOR) | 32–29       | Franciaország (FRA)    | Jojogi Nemzeti Sportcsarnok, Tokió Játékvezetők: Nachevski, Nikolov (MKD) |
| 2021. augusztus 1. 16:15 (9:15) | Sagosen 7      | (15–15)     | Descat, N. Karabatić 5 | Jojogi Nemzeti Sportcsarnok, Tokió Játékvezetők: Nachevski, Nikolov (MKD) |
| 2021. augusztus 1. 16:15 (9:15) | 1× 1×          | Jegyzőkönyv | 3× 1×                  | Jojogi Nemzeti Sportcsarnok, Tokió Játékvezetők: Nachevski, Nikolov (MKD) |

| 2021. augusztus 1. 19:30 (12:30) | Németország (GER) | 29–25       | Brazília (BRA) | Jojogi Nemzeti Sportcsarnok, Tokió Játékvezetők: Horáček, Novotný (CZE) |
| 2021. augusztus 1. 19:30 (12:30) | Knorr, Weinhold 6 | (16–12)     | Dutra 7        | Jojogi Nemzeti Sportcsarnok, Tokió Játékvezetők: Horáček, Novotný (CZE) |
| 2021. augusztus 1. 19:30 (12:30) | 3× 1×             | Jegyzőkönyv | 2× 2×          | Jojogi Nemzeti Sportcsarnok, Tokió Játékvezetők: Horáček, Novotný (CZE) |

### B csoport
| Hely. | Csapat           | M | Gy | D | V | G+  | G–  | Gk  | P | Továbbjutás |
| ----- | ---------------- | - | -- | - | - | --- | --- | --- | - | ----------- |
| 1.    | Dánia (DEN)      | 5 | 4  | 0 | 1 | 174 | 139 | +35 | 8 | Negyeddöntő |
| 2.    | Egyiptom (EGY)   | 5 | 4  | 0 | 1 | 154 | 134 | +20 | 8 | Negyeddöntő |
| 3.    | Svédország (SWE) | 5 | 4  | 0 | 1 | 144 | 142 | +2  | 8 | Negyeddöntő |
| 4.    | Bahrein (BRN)    | 5 | 1  | 0 | 4 | 129 | 149 | −20 | 2 | Negyeddöntő |
| 5.    | Portugália (POR) | 5 | 1  | 0 | 4 | 143 | 156 | −13 | 2 |             |
| 6.    | Japán (JPN) (R)  | 5 | 1  | 0 | 4 | 146 | 170 | −24 | 2 |             |

1. 1 2 3  Dánia 2 pont, +2 gk; Egyiptom 2 pont, 0 gk, Svédország 2 pont, −2 gk
2. 1 2 3  Bahrein 2 pont, +1 gk; Portugália 2 pont, 0 gk, Japán 2 pont, −1 gk

| 2021. július 24. 14:15 (7:15) | Svédország (SWE) | 32–31       | Bahrein (BRN) | Jojogi Nemzeti Sportcsarnok, Tokió Játékvezetők: Brunner, Salah (SUI) |
| 2021. július 24. 14:15 (7:15) | Wanne 13         | (16–18)     | Habib 6       | Jojogi Nemzeti Sportcsarnok, Tokió Játékvezetők: Brunner, Salah (SUI) |
| 2021. július 24. 14:15 (7:15) | 3× 1×            | Jegyzőkönyv | 5× 1×         | Jojogi Nemzeti Sportcsarnok, Tokió Játékvezetők: Brunner, Salah (SUI) |

| 2021. július 24. 19:30 (12:30) | Portugália (POR) | 31–37       | Egyiptom (EGY) | Jojogi Nemzeti Sportcsarnok, Tokió Játékvezetők: Nikolov, Nachevski (MKD) |
| 2021. július 24. 19:30 (12:30) | Ferraz 6         | (15–15)     | Hesham 7       | Jojogi Nemzeti Sportcsarnok, Tokió Játékvezetők: Nikolov, Nachevski (MKD) |
| 2021. július 24. 19:30 (12:30) | 5× 2×            | Jegyzőkönyv | 2× 1×          | Jojogi Nemzeti Sportcsarnok, Tokió Játékvezetők: Nikolov, Nachevski (MKD) |

| 2021. július 24. 21:30 (14:30) | Dánia (DEN)       | 47–30       | Japán (JPN) | Jojogi Nemzeti Sportcsarnok, Tokió Játékvezetők: Schulze, Tönnies (GER) |
| 2021. július 24. 21:30 (14:30) | Holm, Saugstrup 9 | (25–14)     | Motoki 8    | Jojogi Nemzeti Sportcsarnok, Tokió Játékvezetők: Schulze, Tönnies (GER) |
| 2021. július 24. 21:30 (14:30) | 1× 1×             | Jegyzőkönyv | 4× 1×       | Jojogi Nemzeti Sportcsarnok, Tokió Játékvezetők: Schulze, Tönnies (GER) |

| 2021. július 26. 14:15 (7:15) | Egyiptom (EGY) | 27–32       | Dánia (DEN) | Jojogi Nemzeti Sportcsarnok, Tokió Játékvezetők: Raluy, Sabroso (ESP) |
| 2021. július 26. 14:15 (7:15) | Hesham 6       | (15–14)     | M. Hansen 9 | Jojogi Nemzeti Sportcsarnok, Tokió Játékvezetők: Raluy, Sabroso (ESP) |
| 2021. július 26. 14:15 (7:15) | 5×             | Jegyzőkönyv | 5× 2×       | Jojogi Nemzeti Sportcsarnok, Tokió Játékvezetők: Raluy, Sabroso (ESP) |

| 2021. július 26. 19:30 (12:30) | Bahrein (BRN) | 25–26       | Portugália (POR) | Jojogi Nemzeti Sportcsarnok, Tokió Játékvezetők: Schulze, Tönnies (GER) |
| 2021. július 26. 19:30 (12:30) | Habib 8       | (15–14)     | Portela 6        | Jojogi Nemzeti Sportcsarnok, Tokió Játékvezetők: Schulze, Tönnies (GER) |
| 2021. július 26. 19:30 (12:30) | 4× 1×         | Jegyzőkönyv | 5× 1×            | Jojogi Nemzeti Sportcsarnok, Tokió Játékvezetők: Schulze, Tönnies (GER) |

| 2021. július 26. 21:30 (14:30) | Japán (JPN) | 26–28       | Svédország (SWE) | Jojogi Nemzeti Sportcsarnok, Tokió Játékvezetők: Lah, Sok (SLO) |
| 2021. július 26. 21:30 (14:30) | Motoki 6    | (14–17)     | Wanne 8          | Jojogi Nemzeti Sportcsarnok, Tokió Játékvezetők: Lah, Sok (SLO) |
| 2021. július 26. 21:30 (14:30) | 4× 1×       | Jegyzőkönyv | 1× 1×            | Jojogi Nemzeti Sportcsarnok, Tokió Játékvezetők: Lah, Sok (SLO) |

| 2021. július 28. 9:00 (2:00) | Dánia (DEN) | 31–21       | Bahrein (BRN)  | Jojogi Nemzeti Sportcsarnok, Tokió Játékvezetők: Horáček, Novotný (CZE) |
| 2021. július 28. 9:00 (2:00) | Hansen 6    | (12–7)      | négy játékos 3 | Jojogi Nemzeti Sportcsarnok, Tokió Játékvezetők: Horáček, Novotný (CZE) |
| 2021. július 28. 9:00 (2:00) | 1×          | Jegyzőkönyv | 3× 3×          | Jojogi Nemzeti Sportcsarnok, Tokió Játékvezetők: Horáček, Novotný (CZE) |

| 2021. július 28. 11:00 (4:00) | Svédország (SWE) | 29–28       | Portugália (POR) | Jojogi Nemzeti Sportcsarnok, Tokió Játékvezetők: Raluy, Sabroso (ESP) |
| 2021. július 28. 11:00 (4:00) | Ekberg 9         | (14–14)     | három játékos 4  | Jojogi Nemzeti Sportcsarnok, Tokió Játékvezetők: Raluy, Sabroso (ESP) |
| 2021. július 28. 11:00 (4:00) | 2× 1×            | Jegyzőkönyv | 6× 1×            | Jojogi Nemzeti Sportcsarnok, Tokió Játékvezetők: Raluy, Sabroso (ESP) |

| 2021. július 28. 14:15 (7:15) | Japán (JPN) | 29–33       | Egyiptom (EGY) | Jojogi Nemzeti Sportcsarnok, Tokió Játékvezetők: Schulze, Tönnies (GER) |
| 2021. július 28. 14:15 (7:15) | Tokuda 8    | (11–18)     | El-Ahmar 8     | Jojogi Nemzeti Sportcsarnok, Tokió Játékvezetők: Schulze, Tönnies (GER) |
| 2021. július 28. 14:15 (7:15) | 7× 1×       | Jegyzőkönyv | 2×             | Jojogi Nemzeti Sportcsarnok, Tokió Játékvezetők: Schulze, Tönnies (GER) |

| 2021. július 30. 11:00 (4:00) | Bahrein (BRN)      | 32–30       | Japán (JPN) | Jojogi Nemzeti Sportcsarnok, Tokió Játékvezetők: Raluy, Sabroso (ESP) |
| 2021. július 30. 11:00 (4:00) | Al-Sayyad, Habib 7 | (17–16)     | Motoki 7    | Jojogi Nemzeti Sportcsarnok, Tokió Játékvezetők: Raluy, Sabroso (ESP) |
| 2021. július 30. 11:00 (4:00) | 4× 2×              | Jegyzőkönyv | 4×          | Jojogi Nemzeti Sportcsarnok, Tokió Játékvezetők: Raluy, Sabroso (ESP) |

| 2021. július 30. 16:15 (9:15) | Svédország (SWE) | 22–27       | Egyiptom (EGY) | Jojogi Nemzeti Sportcsarnok, Tokió Játékvezetők: Bonaventura, Bonaventura (FRA) |
| 2021. július 30. 16:15 (9:15) | Pellas 7         | (9–13)      | Sanad 6        | Jojogi Nemzeti Sportcsarnok, Tokió Játékvezetők: Bonaventura, Bonaventura (FRA) |
| 2021. július 30. 16:15 (9:15) | 2× 2×            | Jegyzőkönyv | 2×             | Jojogi Nemzeti Sportcsarnok, Tokió Játékvezetők: Bonaventura, Bonaventura (FRA) |

| 2021. július 30. 19:30 (12:30) | Portugália (POR) | 28–34       | Dánia (DEN) | Jojogi Nemzeti Sportcsarnok, Tokió Játékvezetők: Nachevski, Nikolov (MKD) |
| 2021. július 30. 19:30 (12:30) | Branquinho 4     | (19–20)     | M. Hansen 9 | Jojogi Nemzeti Sportcsarnok, Tokió Játékvezetők: Nachevski, Nikolov (MKD) |
| 2021. július 30. 19:30 (12:30) | 4× 1×            | Jegyzőkönyv | 3×          | Jojogi Nemzeti Sportcsarnok, Tokió Játékvezetők: Nachevski, Nikolov (MKD) |

| 2021. augusztus 1. 9:00 (2:00) | Portugália (POR) | 30–31       | Japán (JPN) | Jojogi Nemzeti Sportcsarnok, Tokió Játékvezetők: Brunner, Salah (SUI) |
| 2021. augusztus 1. 9:00 (2:00) | four players 4   | (14–16)     | R. Tokuda 6 | Jojogi Nemzeti Sportcsarnok, Tokió Játékvezetők: Brunner, Salah (SUI) |
| 2021. augusztus 1. 9:00 (2:00) | 4× 2×            | Jegyzőkönyv | 2× 2×       | Jojogi Nemzeti Sportcsarnok, Tokió Játékvezetők: Brunner, Salah (SUI) |

| 2021. augusztus 1. 11:00 (4:00) | Egyiptom (EGY) | 30–20       | Bahrein (BRN) | Jojogi Nemzeti Sportcsarnok, Tokió Játékvezetők: Raluy, Sabroso (ESP) |
| 2021. augusztus 1. 11:00 (4:00) | El-Ahmar 5     | (15–7)      | Habib 4       | Jojogi Nemzeti Sportcsarnok, Tokió Játékvezetők: Raluy, Sabroso (ESP) |
| 2021. augusztus 1. 11:00 (4:00) | 2× 2×          | Jegyzőkönyv | 1× 1×         | Jojogi Nemzeti Sportcsarnok, Tokió Játékvezetők: Raluy, Sabroso (ESP) |

| 2021. augusztus 1. 21:30 (14:30) | Dánia (DEN)         | 30–33       | Svédország (SWE)       | Jojogi Nemzeti Sportcsarnok, Tokió Játékvezetők: Schulze, Tönnies (GER) |
| 2021. augusztus 1. 21:30 (14:30) | Gidsel, J. Hansen 5 | (13–17)     | Carlsbogård, Sandell 6 | Jojogi Nemzeti Sportcsarnok, Tokió Játékvezetők: Schulze, Tönnies (GER) |
| 2021. augusztus 1. 21:30 (14:30) | 2× 3×               | Jegyzőkönyv | 6× 2×                  | Jojogi Nemzeti Sportcsarnok, Tokió Játékvezetők: Schulze, Tönnies (GER) |

## Egyenes kieséses szakasz
|  |              |                     |                |                |    |                     |                     |                |                |               |               |       |       |
|  | Negyeddöntők | Negyeddöntők        | Negyeddöntők   |                |    | Elődöntők           | Elődöntők           | Elődöntők      |                |               | Döntő         | Döntő | Döntő |
|  | Negyeddöntők | Negyeddöntők        | Negyeddöntők   |                |    | Elődöntők           | Elődöntők           | Elődöntők      |                |               | Döntő         | Döntő | Döntő |
|  | augusztus 3. |                     |                |                |    |                     |                     |                |                |               |               |       |       |
|  |              |                     |                |                |    |                     |                     |                |                |               |               |       |       |
|  | A1           | Franciaország (FRA) | 42             |                |    |                     |                     |                |                |               |               |       |       |
|  | A1           | Franciaország (FRA) | 42             | augusztus 5.   |    |                     |                     |                |                |               |               |       |       |
|  | B4           | Bahrein (BRN)       | 28             |                |    |                     |                     |                |                |               |               |       |       |
|  | B4           | Bahrein (BRN)       | 28             |                |    | Franciaország (FRA) | Franciaország (FRA) | 27             |                |               |               |       |       |
|  | augusztus 3. |                     |                |                |    | Franciaország (FRA) | Franciaország (FRA) | 27             |                |               |               |       |       |
|  |              |                     | Egyiptom (EGY) | Egyiptom (EGY) | 23 |                     |                     |                |                |               |               |       |       |
|  | A3           | Németország (GER)   | Egyiptom (EGY) | Egyiptom (EGY) | 23 | 26                  |                     |                |                |               |               |       |       |
|  | A3           | Németország (GER)   |                |                |    | 26                  | augusztus 7.        |                |                |               |               |       |       |
|  | B2           | Egyiptom (EGY)      | 31             |                |    |                     |                     |                |                |               |               |       |       |
|  | B2           | Egyiptom (EGY)      | 31             |                |    | Franciaország (FRA) | Franciaország (FRA) | 25             |                |               |               |       |       |
|  | augusztus 3. |                     |                |                |    | Franciaország (FRA) | Franciaország (FRA) | 25             |                |               |               |       |       |
|  |              |                     | Dánia (DEN)    | Dánia (DEN)    | 23 |                     |                     |                |                |               |               |       |       |
|  | B3           | Svédország (SWE)    | Dánia (DEN)    | Dánia (DEN)    | 23 | 33                  |                     |                |                |               |               |       |       |
|  | B3           | Svédország (SWE)    | augusztus 5.   |                |    | 33                  |                     |                |                |               |               |       |       |
|  | A2           | Spanyolország (ESP) | 34             |                |    |                     |                     |                |                |               |               |       |       |
|  | A2           | Spanyolország (ESP) | 34             |                |    | Spanyolország (ESP) | Spanyolország (ESP) | 23             | Bronzmérkőzés  | Bronzmérkőzés | Bronzmérkőzés |       |       |
|  | augusztus 3. |                     |                |                |    | Spanyolország (ESP) | Spanyolország (ESP) | 23             | Bronzmérkőzés  | Bronzmérkőzés | Bronzmérkőzés |       |       |
|  |              |                     | Dánia (DEN)    | Dánia (DEN)    | 27 |                     |                     | augusztus 7.   | augusztus 7.   | augusztus 7.  |               |       |       |
|  | B1           | Dánia (DEN)         | Dánia (DEN)    | Dánia (DEN)    | 27 | 31                  |                     | augusztus 7.   | augusztus 7.   | augusztus 7.  |               |       |       |
|  | B1           | Dánia (DEN)         |                |                |    |                     |                     | Egyiptom (EGY) | Egyiptom (EGY) | 31            |               |       |       |
|  | A4           | Norvégia (NOR)      | 25             |                |    |                     |                     | Egyiptom (EGY) | Egyiptom (EGY) | 31            |               |       |       |
|  | A4           | Norvégia (NOR)      | 25             |                |    | Spanyolország (ESP) | Spanyolország (ESP) | 33             |                |               |               |       |       |
|  |              |                     |                |                |    | Spanyolország (ESP) | Spanyolország (ESP) | 33             |                |               |               |       |       |

### Negyeddöntők
| 2021. augusztus 3. 9:30 (2:30) | Franciaország (FRA) | 42–28       | Bahrein (BRN) | Jojogi Nemzeti Sportcsarnok, Tokió Játékvezetők: Lah, Sok (SLO) |
| 2021. augusztus 3. 9:30 (2:30) | Mahé 9              | (21–14)     | Al-Sayyad 5   | Jojogi Nemzeti Sportcsarnok, Tokió Játékvezetők: Lah, Sok (SLO) |
| 2021. augusztus 3. 9:30 (2:30) | 3×                  | Jegyzőkönyv | 5× 2×         | Jojogi Nemzeti Sportcsarnok, Tokió Játékvezetők: Lah, Sok (SLO) |

| 2021. augusztus 3. 13:15 (6:15) | Svédország (SWE) | 33–34       | Spanyolország (ESP) | Jojogi Nemzeti Sportcsarnok, Tokió Játékvezetők: Schulze, Tönnies (GER) |
| 2021. augusztus 3. 13:15 (6:15) | Wanne 10         | (20–18)     | Gómez 8             | Jojogi Nemzeti Sportcsarnok, Tokió Játékvezetők: Schulze, Tönnies (GER) |
| 2021. augusztus 3. 13:15 (6:15) | 4× 1×            | Jegyzőkönyv | 3× 2×               | Jojogi Nemzeti Sportcsarnok, Tokió Játékvezetők: Schulze, Tönnies (GER) |

| 2021. augusztus 3. 17:00 (10:00) | Dánia (DEN)       | 31–25       | Norvégia (NOR) | Jojogi Nemzeti Sportcsarnok, Tokió Játékvezetők: Bonaventura, Bonaventura (FRA) |
| 2021. augusztus 3. 17:00 (10:00) | M. Hansen, Holm 8 | (13–12)     | Sagosen 8      | Jojogi Nemzeti Sportcsarnok, Tokió Játékvezetők: Bonaventura, Bonaventura (FRA) |
| 2021. augusztus 3. 17:00 (10:00) | 4× 1×             | Jegyzőkönyv | 3× 1×          | Jojogi Nemzeti Sportcsarnok, Tokió Játékvezetők: Bonaventura, Bonaventura (FRA) |

| 2021. augusztus 3. 20:45 (13:45) | Németország (GER) | 26–31       | Egyiptom (EGY) | Jojogi Nemzeti Sportcsarnok, Tokió Játékvezetők: Nikolov, Nachevski (MKD) |
| 2021. augusztus 3. 20:45 (13:45) | Golla, Kühn 6     | (12–16)     | Omar, Zein 5   | Jojogi Nemzeti Sportcsarnok, Tokió Játékvezetők: Nikolov, Nachevski (MKD) |
| 2021. augusztus 3. 20:45 (13:45) | 3× 1×             | Jegyzőkönyv | 1× 1×          | Jojogi Nemzeti Sportcsarnok, Tokió Játékvezetők: Nikolov, Nachevski (MKD) |

### Elődöntők
| 2021. augusztus 5. 17:00 (10:00) | Franciaország (FRA) | 27–23       | Egyiptom (EGY)   | Jojogi Nemzeti Sportcsarnok, Tokió Játékvezetők: Raluy, Sabroso (ESP) |
| 2021. augusztus 5. 17:00 (10:00) | Descat, Mem 5       | (13–13)     | El-Ahmar, Omar 5 | Jojogi Nemzeti Sportcsarnok, Tokió Játékvezetők: Raluy, Sabroso (ESP) |
| 2021. augusztus 5. 17:00 (10:00) | 3× 3×               | Jegyzőkönyv | 1× 1×            | Jojogi Nemzeti Sportcsarnok, Tokió Játékvezetők: Raluy, Sabroso (ESP) |

| 2021. augusztus 5. 21:00 (14:00) | Spanyolország (ESP)    | 23–27       | Dánia (DEN)  | Jojogi Nemzeti Sportcsarnok, Tokió Játékvezetők: Brunner, Salah (SUI) |
| 2021. augusztus 5. 21:00 (14:00) | Dujsebajev, Figueras 5 | (10–14)     | M. Hansen 12 | Jojogi Nemzeti Sportcsarnok, Tokió Játékvezetők: Brunner, Salah (SUI) |
| 2021. augusztus 5. 21:00 (14:00) | 4× 1×                  | Jegyzőkönyv | 2×           | Jojogi Nemzeti Sportcsarnok, Tokió Játékvezetők: Brunner, Salah (SUI) |

### Bronzmérkőzés
| 2021. augusztus 7. 17:00 (10:00) | Egyiptom (EGY)     | 31–33       | Spanyolország (ESP) | Jojogi Nemzeti Sportcsarnok, Tokió Játékvezetők: Schulze, Tönnies (GER) |
| 2021. augusztus 7. 17:00 (10:00) | El-Ahmar, Shebib 7 | (16–19)     | Gómez 8             | Jojogi Nemzeti Sportcsarnok, Tokió Játékvezetők: Schulze, Tönnies (GER) |
| 2021. augusztus 7. 17:00 (10:00) | 2×                 | Jegyzőkönyv | 4× 2× 1×            | Jojogi Nemzeti Sportcsarnok, Tokió Játékvezetők: Schulze, Tönnies (GER) |

### Döntő
| 2021. augusztus 7. 21:00 (14:00) | Franciaország (FRA) | 25–23       | Dánia (DEN) | Jojogi Nemzeti Sportcsarnok, Tokió Játékvezetők: Nikolov, Nachevski (MKD) |
| 2021. augusztus 7. 21:00 (14:00) | Remili 5            | (14–10)     | Hansen 9    | Jojogi Nemzeti Sportcsarnok, Tokió Játékvezetők: Nikolov, Nachevski (MKD) |
| 2021. augusztus 7. 21:00 (14:00) | 4×                  | Jegyzőkönyv | 1× 1×       | Jojogi Nemzeti Sportcsarnok, Tokió Játékvezetők: Nikolov, Nachevski (MKD) |

| A 2020. évi nyári olimpiai játékok férfi kézilabdatornájának olimpiai bajnoka |
| · FRANCIAORSZÁG · 3. cím                                                      |
| ----------------------------------------------------------------------------- |

## Végeredmény
| Helyezés | Csapat              |
| -------- | ------------------- |
| Arany    | Franciaország (FRA) |
| Ezüst    | Dánia (DEN)         |
| Bronz    | Spanyolország (ESP) |
| 4.       | Egyiptom (EGY)      |
| 5.       | Svédország (SWE)    |
| 6.       | Németország (GER)   |
| 7.       | Norvégia (NOR)      |
| 8.       | Bahrein (BRN)       |
| 9.       | Portugália (POR)    |
| 10.      | Brazília (BRA)      |
| 11.      | Japán (JPN)         |
| 12.      | Argentína (ARG)     |

## Díjak

### All-Star Team
A torna álomcsapatát 2021. augusztus 7-én hirdették ki.
| Poszt      | Játékos                |
| ---------- | ---------------------- |
| Kapus      | Vincent Gérard (FRA)   |
| Jobbszélső | Aleix Gómez (ESP)      |
| Jobbátlövő | Jahja Omar (EGY)       |
| Irányító   | Nedim Remili (FRA)     |
| Balátlövő  | Mikkel Hansen (DEN)    |
| Balszélső  | Hugo Descat (FRA)      |
| Beállós    | Ludovic Fabregas (FRA) |

### További díjak
| Díj       | Játékos                      |
| --------- | ---------------------------- |
| MVP       | Mathias Gidsel (DEN)         |
| Gólkirály | Mikkel Hansen (DEN) (61 gól) |